# 35-й уряд Ізраїлю
35-й уряд Ізраїлю — уряд Беньяміна Нетяньягу, що діяв з 17 травня 2020 до 13 червня 2021 року.

## Історія
17 травня 2020-го Беньямін Нетаньягу розпустив уряд, наступна ротація уряду повинна відбутись 17 листопада 2021-го року. Уряд очолюють два прем'єр-міністри: Біньямін Нетаньяху і Бені Ганц, які змінюватимуть один одного. Склад уряду після розпуску визначив Нетаньяху, натомість Ганц зможе призначити інших міністрів, коли замінить Нетаньягу.
В травні 2020-го в уряді Ізраїлю з'явився перший виходець з Ефіопії, так міністром з питань іміграції в коаліційному уряді Біньяміна Нетаньяху і Бені Ганца стала Пніна Тамано-Шата.

## Кабінет міністрів
Склад уряду подано на 25 січня 2017 року.
| Міністерство                                    | Міністр                                 | Фото | Час на посаді | Час на посаді | Партія | Партія |
| ----------------------------------------------- | --------------------------------------- | ---- | ------------- | ------------- | ------ | ------ |
| Міністерство будівництва                        | Йоав Ґалант (יואב גלנט)                 |      |               |               |        |        |
| Міністерство внутрішніх справ                   | Ар'є Дері (אריה דרעי)                   |      |               |               |        |        |
| Міністерство державної безпеки                  | Ґілад Ердан (גלעד ארדן)                 |      |               |               |        |        |
| Міністерство економіки                          | Елі Коген (אלי כהן)                     |      |               |               |        |        |
| Міністерство енергетики, інфраструктури та вод  | Юваль Штейніц (יובל שטייניץ)            |      |               |               |        |        |
| Міністерство зв'язку                            | Біньямін Нетаньягу (Binyamin Netanyahu) |      |               |               |        |        |
| Міністерство закордонних справ                  | Біньямін Нетаньягу (Binyamin Netanyahu) |      |               |               |        |        |
| Міністерство імміграції та натуралізації        | Софа Ландвер (Sofa Landver)             |      |               |               |        |        |
| Міністерство інформації                         | Гілад Ердан (Gilad Erdan)               |      |               |               |        |        |
| Міністерство культури і спорту                  | Мірі Регев (Miri Regev)                 |      |               |               |        |        |
| Міністерство науки, технології та космосу       | Офір Акуніс (Ofir Akunis)               |      |               |               |        |        |
| Міністерство оборони                            | Авігдор Ліберман (Avigdor Lieberman)    |      |               |               |        |        |
| Міністерство освіти                             | Нафталі Беннетт (Naftali Bennett)       |      |               |               |        |        |
| Міністерство охорони здоров'я                   | Яаков Ліцман (Yaakov Litzman)           |      |               |               |        |        |
| Міністерство охорони навколишнього середовища   | Зієв Елкін (Ze'ev Elkin)                |      |               |               |        |        |
| Міністерство регіонального співробітництва      | Цачі Ганегді (Tzachi Hanegbi)           |      |               |               |        |        |
| Міністерство релігійних служб                   | Давид Азулай (David Azoulay)            |      |               |               |        |        |
| Міністерство розвитку Негеву і Галілеї          | Ар'є Дері (Aryeh Deri)                  |      |               |               |        |        |
| Міністерство розвідки та атомної енергетики     | Ізраель Кац (Yisrael Katz)              |      |               |               |        |        |
| Міністерство соціального забезпечення           | Хаїм Кац (Haim Katz)                    |      |               |               |        |        |
| Міністерство соціальної рівності                | Гіла Гамліель (Gila Gamliel)            |      |               |               |        |        |
| Міністерство стратегічних справ                 | Гілад Ердан (Gilad Erdan)               |      |               |               |        |        |
| Міністерство сільського господарства і розвитку | Урі Аріель (Uri Ariel)                  |      |               |               |        |        |
| Міністерство транспорту і безпеки шляхів        | Ізраель Кац (Yisrael Katz)              |      |               |               |        |        |
| Міністерство туризму                            | Ярів Левін (Yariv Levin)                |      |               |               |        |        |
| Міністерство в справах Єрусалиму                | Зеєв Елкін (Ze'ev Elkin)                |      |               |               |        |        |
| Міністерство у справах діаспори                 | Нафталі Беннетт (Naftali Bennett)       |      |               |               |        |        |
| Міністерство фінансів                           | Моше Кахлон (Moshe Kahlon)              |      |               |               |        |        |
| Міністерство юстиції                            | Айлет Шакід (Ayelet Shaked)             |      |               |               |        |        |
| Міністр без портфеля                            | Аюб Кара (Ayoub Kara)                   |      |               |               |        |        |